# Кірхардт
Кірхардт (нім. Kirchardt) — громада в Німеччині, знаходиться в землі Баден-Вюртемберг. Підпорядковується адміністративному округу Штутгарт. Входить до складу району Гайльбронн.
Площа — 21,50 км2. Населення становить 6022 ос. (станом на 31 грудня 2020).